# 함양 극락사지 석조여래입상
함양 극락사지 석조여래입상(咸陽 極樂寺址 石造如來立像)은 대한민국 경상남도 함양군 서상면 옥산리, 극락사지에 있는 불상이다.
1972년 2월 12일 경상남도의 유형문화재 제44호 극락사지 석조여래입상으로 지정되었다가, 2018년 12월 20일 현재의 명칭으로 변경되었다.

## 개요
부근 밭에서 발견되어 옛 극락사터로 추정되는 곳에 옮겨 모시고 있다. 극락사에 관해서는『동국여지승람』에 ‘극락암은 백운산에 있었는데 이제는 없다’는 기록으로 보아 임진왜란 때 없어진 것으로 추정된다.
불신과 대좌를 하나의 돌로 만들었으며, 얼굴과 손의 손상을 제외하면 불상의 상태는 좋은 편이다. 신체에 비해 큰 얼굴, 좁은 어깨, 유난히 잘록한 허리, 몸에 달라붙은 양 팔 등에서 마치 돌기둥 같은 느낌을 준다. 양 어깨를 감싸고 있는 옷에는 가슴에서부터 다리부분까지 U자형의 주름을 촘촘하게 새기고 있다.
전체적으로 경직된 신체의 표현, 형식화된 옷주름 등을 볼 때 고려시대에 만들어진 석불상으로 추정된다.

## 참고 문헌
- 함양 극락사지 석조여래입상 - 국가유산청 국가유산포털